# 内田嘉吉
内田 嘉吉（うちだ かきち、1866年11月18日〈慶応2年10月12日〉- 1933年〈昭和8年〉1月3日）は、日本の逓信官僚、政治家。位階は正三位、勲等は勲一等。
逓信省管船局長、台湾総督府民政長官、逓信次官、台湾総督（第9代）、貴族院議員などをつとめた。

## 経歴
東京出身。内田正八の長男として生まれる。岡山中学、第一高等学校を経て、1891年（明治24年）7月、帝国大学法科大学法律学科（英法）を卒業。同年7月、司法官試補、翌月、逓信省試補となり逓信省に入る。逓信事務官、逓信書記官（兼務）、船舶司検所司検官兼逓信省参事官、逓信大臣秘書官、官房秘書課長、人事課長（兼務）、高等海員審判所所長などを歴任。1901年（明治34年）7月、管船局長に就任。
1910年（明治43年）8月、台湾総督府民政長官となり台湾に赴任、1915年（大正4年）10月までこれをつとめた。他に1915年（大正4年）までは鉄道部長を兼務した。1917年（大正6年）3月、逓信次官に就任。1918年（大正7年）9月にこれを辞したのち、同月21日、貴族院勅選議員に勅任され、同和会に属して死去するまでこれをつとめた。
その間、1923年（大正12年）9月には第9代台湾総督に就任、翌年9月までこれをつとめた他、鉄道会議議員、日本無線電信株式会社社長、財団法人滝乃川学園理事などもつとめた。

## 栄典
位階
- 1892年（明治25年）9月26日 - 従七位[2]
- 1913年（大正2年）12月27日 - 正四位[3]
- 1933年（昭和8年）1月3日 - 正三位[4]

勲章等
| 受章年                     | 略綬 | 勲章名               | 備考 |
| -------------------------- | ---- | -------------------- | ---- |
| 1895年（明治28年）10月31日 |      | 勲六等瑞宝章         |      |
| 1906年（明治39年）4月1日   |      | 勲三等旭日中綬章     |      |
| 1911年（明治44年）8月24日  |      | 金杯一組             |      |
| 1915年（大正4年）2月10日   |      | 旭日重光章           |      |
| 1915年（大正4年）12月10日  |      | 勲一等瑞宝章         |      |
| 1920年（大正9年）11月1日   |      | 旭日大綬章           |      |
| 1921年（大正10年）3月23日  |      | 金杯一個             |      |
| 1921年（大正10年）7月1日   |      | 第一回国勢調査記念章 |      |
| 1928年（昭和3年）11月10日  |      | 金杯一個             |      |

## 親族
- 子息 - 内田誠（1893–1955）

## 著作

### 単著
- 『台湾総督府専売制度ニ就テ』台湾総督府専売局、1913年。全国書誌番号:22179836。
- 『国民海外発展策 附・太平洋に於ける独領殖民地』拓殖新報社、1914年10月。 NCID BA36806891。全国書誌番号:43019203。
- 『逓信事務と安全第一』逓信協会、1917年6月。 NCID BA63216165。全国書誌番号:43024423。
- 『安全第一』丁未出版社、1917年9月。
  - 「安全第一」に学ぶ会 編『安全活動の源流 内田嘉吉『安全第一』を読む』大空社、2013年10月。ISBN 9784283007994。 NCID BB16261117。全国書誌番号:22341749。
- 北林惣吉 編『安全第一生活法』文豊社、1919年8月。全国書誌番号:43029354。
- 『列国禁酒の趨勢』日本国民禁酒同盟本部〈テンペランス・トラクト 第1編〉、1921年6月。全国書誌番号:43030067。

### 編集
- 『南薫集』1915年。全国書誌番号:54012499。

### 翻訳
- アーヴィング・フィッシャー『国民保健論』台湾日日新報社、1914年10月。 NCID BA30542301。全国書誌番号:71014970。
- アーヴィング・フィッシャー『国民保健論』民友社、1915年3月。 NCID BN13755443。全国書誌番号:43022037。
- A.R.ワレース『南洋』柳生南洋記念財団、1931年9月。 NCID BN02955418。全国書誌番号:47031502。
- A.R.ワレース『南洋』南洋協会、1931年9月。 NCID BN12297219。全国書誌番号:44068494。
  - A.R.ワレース『馬来諸島』（改訂再版）南洋協会、1942年11月。 NCID BN02925097。全国書誌番号:60013066。

## 関連書
- 内田誠『父』双雅房、1935年7月。 NCID BA42151130。全国書誌番号:47007685。

## 内田嘉吉文庫
日比谷図書文化館に内田嘉吉文庫が所蔵されている。

### 目録
- 『『内田嘉吉文庫』図書目録』 1（第1編）（和漢図書目録）、龍溪書舎、1998年5月。ISBN 9784844734765。 NCID BA47075732。全国書誌番号:99014336。
- 『『内田嘉吉文庫』図書目録』 2（第2編 上）（欧文図書目録）、龍溪書舎、1998年5月。ISBN 9784844734765。 NCID BA47075947。全国書誌番号:99014337。
- 『『内田嘉吉文庫』図書目録』 3（第2編 下）（欧文図書目録）、龍溪書舎、1998年5月。ISBN 9784844734765。 NCID BA47075947。全国書誌番号:99014338。
- 『『内田嘉吉文庫』図書目録』 4（第3編）（和漢洋書索引）、龍溪書舎、1998年5月。ISBN 9784844734765。 NCID BA4707619X。全国書誌番号:99014339。
- 『『内田嘉吉文庫』図書目録』 5 （内田嘉吉文庫稀覯書集覽）、龍溪書舎、1998年5月。ISBN 9784844734765。 NCID BA37781209。全国書誌番号:99014340。